# Jaloe Maat
Jaloe Maat (Hoensbroek, 28 augustus 1965) is een Nederlands actrice.
Jaloe Maat debuteerde in 1988 in de serie Switch. Daarna was zij in het vierde seizoen van de televisieserie Spijkerhoek te zien als Marianna en speelde zij in de films Jan Rap en z'n maat (1989), De kassière (1989) en Han de Wit (1990). In 1993 speelde zij in de VARA-serie Het Oude Noorden en in 1995 in de televisiefilm Tien jaar later.
Maat heeft twee kinderen uit haar relatie met muzikant Ernst Jansz, met wie zij in 1997 trouwde.